# 建元 (漢)
建元（けんげん）は、中国・前漢代の元号（紀元前140年-紀元前135年）。中国最初の元号である。景帝の崩御後、皇位を継いで即位した武帝の最初の元号でもある。

## 概要
古代中国は元々、皇帝や王など天子の即位を機に元年、二年、三年…と数えていた（即位紀元）。前漢の文帝に至って初めて在位中の改元が行われたが、年号は付けられなかった。
建元も、その初年当時から使われていたのではなく、元鼎年間に、先立つ年代に名称を付けることが建議され、遡って「建元」と名付けられたと推定されている。

## 主な出来事
- 2年：張騫が匈奴を東西から挟撃するための同盟の使者として月氏に向けて出発。
- 3年：閩越の攻撃を受けた東甌救援のため派兵。
- 5年：三銖銭を廃止し半両銭の使用を開始。

## 西暦との対照表
| 建元 | 元年    | 2年     | 3年     | 4年     | 5年     | 6年     |
| 西暦 | 前140年 | 前139年 | 前138年 | 前137年 | 前136年 | 前135年 |
| 干支 | 辛丑    | 壬寅    | 癸卯    | 甲辰    | 乙巳    | 丙午    |